# سیارک ۱۷۲۶۵
سیارک ۱۷۲۶۵ (به انگلیسی: 17265 Debennett، نامگذاری:2000JP83) هفده هزار و دویست و شصت و پنجمین سیارک کشف شده‌است که در ۶ مه ۲۰۰۰ کشف شد.
قدر مطلق سیارک برابر ۱۲.۹ است.